# Interton Video 3001
Interton Video 3001 ist eine Spielkonsole, die von Interton im Jahr 1977 veröffentlicht wurde. Sie basiert auf dem integrierten Schaltkreis AY-3-8500 von General Instrument. Die Ausgabe des im Gegensatz zur Interton Video 3000 farbigen Bildes erfolgt an einem Fernseher mit Antenneneingang, die des Tons über einen in der Konsole verbauten Lautsprecher.

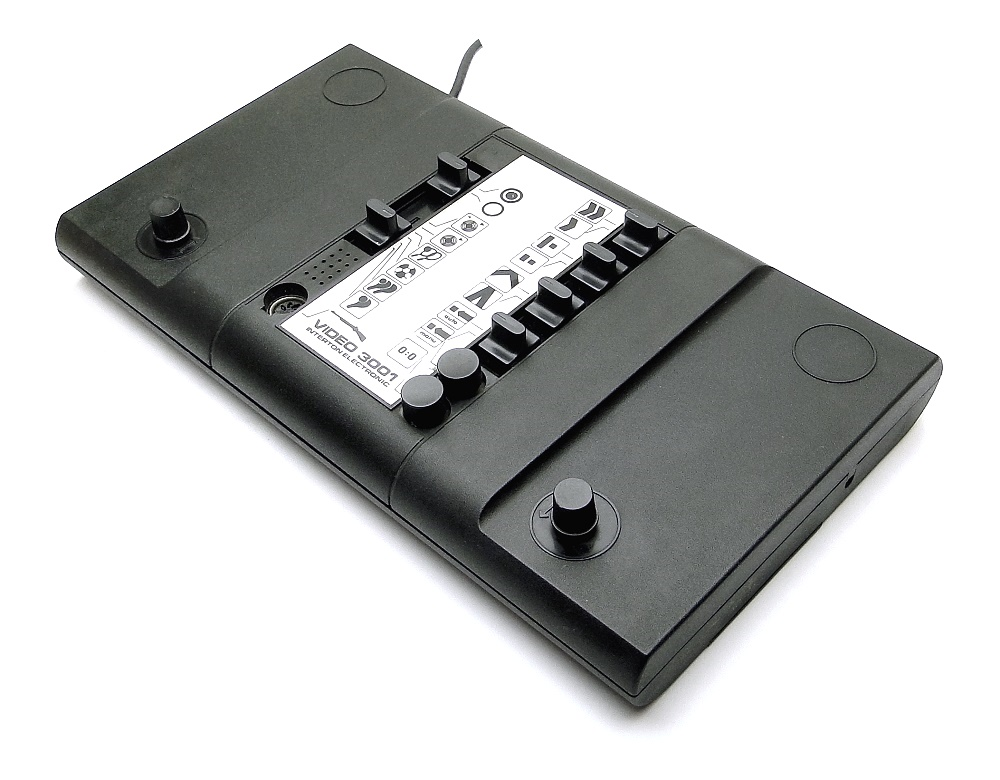
Interton Video 3001
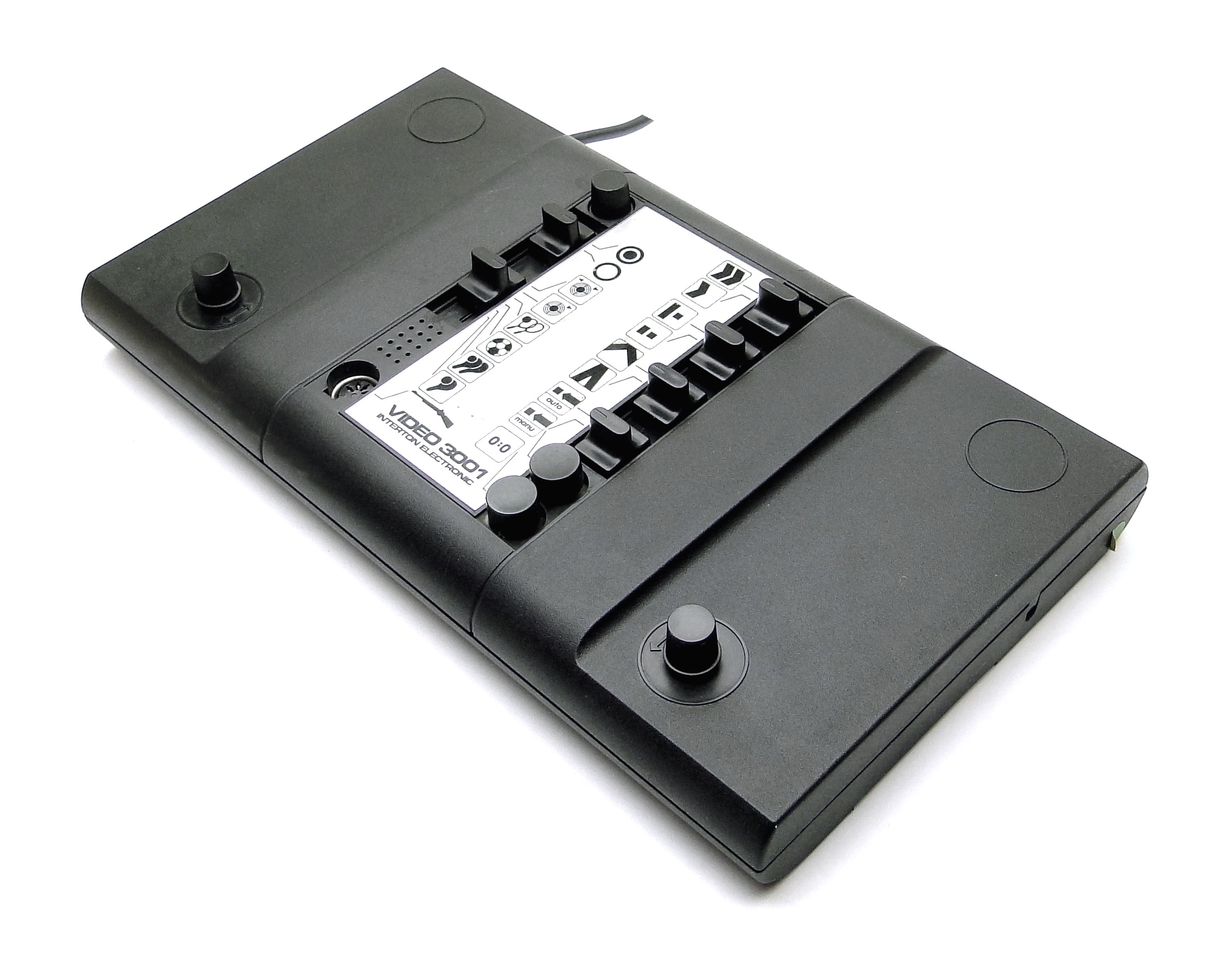
Interton Video 3001 (mit dritten Drehregler)
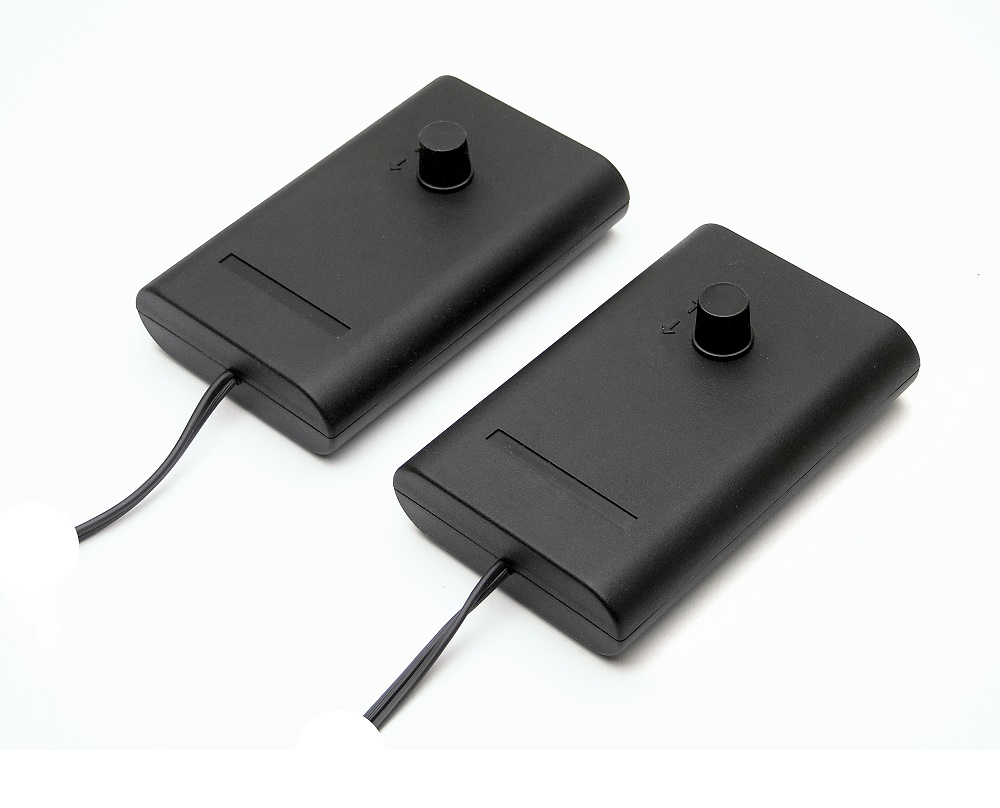
Interton-Fernbedienungen V350

Mit der Konsole können vier verschiedene Pong-Variationen (Tennis, Fußball, Squash, Pelota) und zwei Schießspiele (Treibjagd, Tontaubenschießen) gespielt werden. Entsprechend den Möglichkeiten des verbauten AY-3-8500 können verschiedene Spieleparameter wie die Geschwindigkeit des Balls, die Schlägergröße, der Abprallwinkel des Balls und die Art des Balleinwurfs (manuell oder automatisch) eingestellt werden.